# Apocrypta perplexa
Apocrypta perplexa är en stekelart som beskrevs av Charles Coquerel 1855. Apocrypta perplexa ingår i släktet Apocrypta och familjen fikonsteklar. Inga underarter finns listade i Catalogue of Life.